# Leptarctinae
Leptarctinae — викопна підродина хижих з родини мустелових, що знайдена у таких країнах: США, Китай, Франція, Німеччина, Мексика, Словаччина. Підродина містить такі роди: Kinometaxia, Leptarctus, Schultzogale, Trocharion.